# Карабунар
Вижте пояснителната страница за други значения на Карабунар.
Карабунар е село в Южна България. То се намира в община Септември, област Пазарджик.

## География
Село Карабунар се намира в източната част на Ихтиманска Средна гора, между реките Тополница и Марица. На североизток от селото са разположени склоновете на Бошулско-Величковските височини, а на югозапад се издигат разлатите конусовидни възвишения на Алачица, Сунгурлийца и двете Мирчовици, всички със средна надморска височина от около 350 м. Селото е построено по средата между едните и другите височини, от двете страни на Геренска река (Дерето).
Преобладаващата част от почвата под селото се състои от глинесто-песъчливи наслаги, а склоновете на оградните височини са изградени от делувиални наноси особено подходящи за отглеждане на лозя. Карабунар има уникален терен, почва, климат и въздушни потоци, които го правят един от най-добрите винарски райони за производство на качествени вина.

## История
Карабунар е сравнително младо село – възниква през турско време. В неговото землище, обаче се намират следи от предишни, изчезнали вече селища. Селище от трако-римската епоха е било разположено южно от Карабунар по протежение на Траяновия друм. Друго такова селище е било разположено в местността Юрта. Смята се, че там е имало старо селище. По време на Османския Период, цялото землище на селото е засадено с лозя. В местността е намерена каменна брадва-чук от бронзовата епоха, намираща се в Регионалния музей на Пазарджик. В близост до село се намира Биволската скала, която е в комплект с още две скали за което се смята, но все още неподтвърдено, че е скално светилище от бронзовата епоха (скален комплекс), който тепърва ще се проучва от археолози от септемврийския музей.
Според преданията българското население по тези места е дошло преди около 300 – 400 г. от Самоковско, главно от село Алино.

## Религии
Населението на Карабунар е източно православно. Само част от местните роми, общо около 300 души, са протестанти, в състава на Петдесятната евангелска църква.

## Обществени институции
Селото разполага с килийно училище от 1853 година. През 1872 година е построена първата училищна сграда, в която са се помещавали първокласното училище и т. нар. Районна прогимназия, в която са се обучавали учениците от селата Карабунар, Бошуля и Памидово.
През 1920 година започва строителството на настоящата училищна сграда. През учебната 1925/1926 година в едното крило на новото училище се обучават 6 паралелки от първоначалното училище, а другите 2 паралелки от районната прогимназия се обучават в „едно старо 50 – 60 годишно паянтово здание конструирано от техническата власт негодно и грозящо за срутване“ според протоколната книга на училищното настоятелство от 1924 година. По-късно се дострояват помещения и се преместват учениците от прогимназията в новото училище.
Понастоящем персоналът на училището се състои от 19 души, 14 от които педагогически персонал и 5 непедагогически. Училищната материална база е стара, но се поддържа в много добро състояние. През последните години са извършени множество ремонти – подменена е изцяло дограмата на прозорци и входни врати; отлети са плочи на коридор и няколко класни стаи; направен е основен ремонт на покрива на училището. По програма на МОН са получени компютри и е обзаведен модерен компютърен кабинет.
През 1926 година е основано читалище „Възраждане“. Към него има създадени мъжки, женски и детски певчески и танцови състави, които са носители на множество награди от фолклорни фестивали в страната и чужбина. На проведения „Национален събор на българското народно творчество“ Копривщица 2010 г., ФА „Карабунарци“ е награден със златен медал. Единственото златно отличие за представител на област Пазарджик.

## Културни и природни забележителности
В местността Юрта се намира първото вековно дърво в община Септември от вида Обикновен орех (Juglans regia) с възраст – 200 г., височина – 25 метра и обиколка на стъблото – 4,70метра, обнародвано в Държавен вестник брой 45 от 2018 г.
Църквата в Карабунар „Свети Йоан Предтеча“ е построена през 1818 година. През 2006 г. с дарение от инж. Петър Лещаров – Карабунарски зет, е подменен изцяло старият покрив от „турски керемиди“ с нови марка „Брамак“. Църквата е единственият архитектурен паметник на културата с национално значение на територията на община Септември. По време на османската власт Карабунар е било едно от най-будните села в района, за което говорят ранно построената църква и килийното училище към нея.
В селото се пази разписка за заеми, размери и лихви от 1775 г. В документа се споменава многократно за „Карабунаръ“ и за хора живели по онова време в селото „Гейрги Цаннювъ, Анчо Стонновъ, Гергй Комсицкя, Тодоръ Вуку, Коце Манювъ, Кендеръ“ и др. Наследниците на описаните в разписката Карабунарци от фамилиите Цананееви, Стойнови, Комсийски, Маньови, Вукови, Кендерови и до днес живеят в селото. Разплащанията по онова време са ставали в „грошове“, но в документа се говори и за плащане в злато и сребро. Текстът на документа е от новобългарския период на езика ни.
През 2011 г. е завършен строежът на канализацията в Карабунар.
В местността Юрта, на половин километър в посока северозапад от селото до микроязовира на селото, се намира първото вековно дърво в община Септември регистрирано през 2018 г. Дървото е обикновен орех (Juglans regia) на възраст 200 години със следните характеристики: височина – 25 m и обиколка на стъблото 4,7 m.

## Символи

### Герб
Блазон: Чрез шеврон на зелено и златно, в главата благославяща десница и грозд от второто, в основата кладенец в черно.
На 30.12.2021 г. от 13:30 часа в читалище "Отец Паисий" в град Септември Общинският съвет единодушно утвърди герба и знамето на село Карабунар. Инициативата за символ на селото е на кмета Иван Каменарски. Автори на герба са Николай Вътков и Александър Алексиев, а художник е Ненко Атанасов, членове на Българското хералдическо и вексилоложко общество.
Символика и значение:
Благославяща десница – символ на православната вяра на жителите и на св. Йоан Предтеча, небесен покровител на селото и патрон на храма.
Грозд – представя винарството като поминък. 
Черен кладенец – представя името на селото (Карабунар, от турски - черен кладенец)
Зеленото: надежда; обновяване; хармония с природата и в обществото.
Златното: богатство на духа и на добродетели; местоположението в Тракия.
Формата на щита повтаря първия герб на Пазарджик и означава административна принадлежност.

### Знаме
Знамето на село Карабунар е производно на герба. Полето е разделено от шеврон на зелено и златно. В горната част върху зеленото са изобразени златна дясна ръка в православен благославящ знак, символ на Свети Йоан Кръстител, и златна чепка грозде. В долната част върху златното поле е изобразен черен кладенец, основен символ на селото и произлизащ от неговото име. Знамето е с пропорции на страните 3:5.

## Известни личности
- Георги Кендеров (р. 1942), български офицер, генерал-майор

## Редовни събития
Най-важният празник за карабунарци е „Трифон Зарезан“, честван ежегодно и най-тържествено на 14 февруари. По традиция на този ден се провежда конкурс за най-добре направено вино от местно грозде, в различни категории. Голямата награда е титла „Цар на виното“.

## Кухня
Традиционно за карабунарци е ястието „Тепсикебап“, приготвяно през зимата, след като се заколи домашното прасе. Специалитетът се приготвя от прясно опечени свински мръвки и черен дроб, кисело зеле и малко ориз. Подправките са семена от резене, червен пипер и сол на вкус. Консумира се полято с червено карабунарско вино.
Друго традиционно за Карабунар ястие е печено агне в зидана селска фурна. Приготвя се за Великден и/или за Гергьовден. Подготовката започва още от предния ден. Пълни се със запържен ориз с лук, дреболии от агнето и подправки. Около него се подрежда кисело зеле. Покрива се с булото на агнето или с цели зелеви листа и се пече в добре опалената фурна цяла нощ. Може да се замести и с пуйка, която всъщност е най-таченото животно в селото. Друг характерен начин за готвене на пуйка (или по карабунарски – мисирка) е т.нар. вариво. Приготвя се около Коледа когато пуйките станат достатъчно едри. В голяма тенджера се нарязва кисело зеле, праз, добавя се червен пипер, сол и задължителните семена от копър. Изчистената пуйка се поставя в средата и всичко се вари на умерен огън няколко часа. Може да се сложи и малко кървавица за аромат.

## Галерия
- Снимки от Карабунар
- Биволската скала
- Църква „Св. Йоан Предтеча“
- Зимен изглед към църквата от селото